# Lijst van bruggen in Brugge
De Belgische stad Brugge, hoofdstad van West-Vlaanderen, is een stad met veel waterlopen die worden overspannen door heel wat bruggen. Hieronder volgt een nagenoeg complete opsomming:
| Brug | Waterloop                        | Afbeelding                                                                     |
| --- | -------------------------------- | ------------------------------------------------------------------------------ |
| Augustijnenbrug                                                                                                  | Augustijnenrei                   |                                                                                |
| brug A. J. Witteryckstraat                                                                                       | Sint-Trudoledeke                 |                                                                                |
| Bargebrug (IJsputbrug)                                                                                           | Katelijnevest                    |                                                                                |
| Begijnhofbrug (Wijngaardbrug)                                                                                    | Bakkersrei                       |                                                                                |
| Blinde-Ezelbrug                                                                                                  | Groenerei                        |                                                                                |
| Boeveriepoortbrug                                                                                                | Boeverievest                     |                                                                                |
| Bombardierbrug (voetgangers- en fietsbrug Vaartdijkstraat-Lappersfortstraat; ook genaamd: Brug van de Brugeoise) | Kanaal Gent-Brugge               |                                                                                |
| Bonifaciusbrug                                                                                                   | Bakkersrei                       |                                                                                |
| Boudewijnbrug | Boudewijnsluis                   |                                                                                |
| Boudewijnsluisbrug                                                                                               | Boudewijnsluis                   |                                                                                |
| Buiten-Kruisvestbrug                                                                                             | Damse Vaart                      |                                                                                |
| Canadabrug | Afleidingsvaart                  |                                                                                |
| Carmersbrug | Langerei                         |                                                                                |
| Colettijnebrug                                                                                                   | Bakkersrei                       |                                                                                |
| Conzettbrug | Coupure                          |                                                                                |
| Coupurebrug (Scharebrug)                                                                                         | Coupure                          |                                                                                |
| Dambrug | Damse Vaart                      |                                                                                |
| Dampoortbruggen                                                                                                  | Ringvaart                        |                                                                                |
| brug Dampoortstraat & fietsbrug Dampoortstraat                                                                   | Zuidervaartje                    |                                                                                |
| Dudzelebrug | Leopoldkanaal en Schipdonkkanaal |                                                                                |
| Dudzele Spoorbrug                                                                                                | Boudewijnkanaal                  |                                                                                |
| Duinenbrug | Langerei                         |                                                                                |
| Ezelbrug | Speelmansrei                     |                                                                                |
| Ezelpoortbrug | Stil Ende                        |                                                                                |
| Fonteinbrug | Bakkersrei                       |                                                                                |
| Gentpoortbrug | Ringvaart                        |                                                                                |
| Gouden-Handbrug                                                                                                  | Gouden-Handrei                   |                                                                                |
| Groeningebrug | Eekhoutrei                       |                                                                                |
| Gruuthusebrug | Bakkersrei / Dijver              |                                                                                |
| Gulden-Vliesbrug                                                                                                 | Smedenvest                       |                                                                                |
| Herdersbrug | Boudewijnkanaal                  |                                                                                |
| Houtkaaibrug | Afleidingsvaart                  |                                                                                |
| Johannes Nepomucenusbrug                                                                                         | Dijver                           |                                                                                |
| Jonckheerefietsbrug                                                                                              | Kanaal Brugge-Oostende           |                                                                                |
| Kapucijnenbrug                                                                                                   | Kapucijnenrei                    |                                                                                |
| Karel van Manderbrug                                                                                             | Zuidervaartje                    |                                                                                |
| Katelijnebrug | Kanaal Gent-Brugge               |                                                                                |
| Katelijnepoortbrug                                                                                               | Ringvaart                        |                                                                                |
| Ketsbruggebrug                                                                                                   | Begijnenvest (buitenvest)        |                                                                                |
| Kleine Boudewijnbrug (Boudewijnfietsbrug)                                                                        | Boudewijnsluis                   |                                                                                |
| Koningsbrug | Spiegelrei                       |                                                                                |
| Krakelebrug | Kanaal Brugge-Oostende           |                                                                                |
| Kruispoortbruggen                                                                                                | Ringvaart                        |                                                                                |
| Leeuw(en)brug | Speelmansrei                     |                                                                                |
| Leonardsstuwbrug                                                                                                 | Langerei                         |                                                                                |
| Mariabrug | Bakkersrei                       |                                                                                |
| Meebrug | Groenerei                        |                                                                                |
| Minnewaterbrug                                                                                                   | Minnewater                       |                                                                                |
| Minnewaterparkbrug                                                                                               | Katelijnevest (Steengracht)      |                                                                                |
| Molenbrug | Sint-Annarei                     |                                                                                |
| Brug van Mylle                                                                                                   | Kanaal Brugge-Oostende           |                                                                                |
| brug Odegemstraat                                                                                                | Sint-Trudoledeke                 |                                                                                |
| Oostmeersbrug | Begijnhofrei                     |                                                                                |
| brug Oude Kortrijkstraat                                                                                         | Sint-Trudoledeke                 |                                                                                |
| Passantenfietsbrug                                                                                               | Boeverievest                     |                                                                                |
| Peerdenbrug | Groenerei                        |                                                                                |
| Pharebrug | Langerei (Dampoortcomplex)       |                                                                                |
| Pierre Vandammebrug 1                                                                                            | Pierre Vandammesluis             |                                                                                |
| Pierre Vandammebrug 2                                                                                            | Pierre Vandammesluis             |                                                                                |
| Pierre Vandammebrug 3                                                                                            | Pierre Vandammesluis             |                                                                                |
| Pierre Vandammebrug 4                                                                                            | Pierre Vandammesluis             |                                                                                |
| Predikherenbrug                                                                                                  | Coupure                          |                                                                                |
| Roskambrug | Boudewijnkanaal                  |                                                                                |
| Sashuisbrug | Bakkersrei                       |                                                                                |
| Scheepsdalebrug                                                                                                  | Kanaal Brugge-Oostende           |                                                                                |
| Sint-Annabrug | Sint-Annarei                     |                                                                                |
| Sleutelbrug | Speelmansrei                     |                                                                                |
| Smedenpoortbrug                                                                                                  | Smedenvest                       | Smedenpoortbrug, verbindingsbrug tussen Brugge centrum en Brugge Sint-Andries. |
| Snaggaardbrug | Langerei                         |                                                                                |
| Steenbruggebrug                                                                                                  | Kanaal Gent-Brugge               |                                                                                |
| Straussbrug | Visartsluis                      |                                                                                |
| Strobrug | Sint-Annarei                     |                                                                                |
| Torenbrug | Augustijnenrei / Gouden-Handrei  |                                                                                |
| Van Bellenbrug                                                                                                   | Boeverievest                     |                                                                                |
| Visartbrug | Visartsluis                      |                                                                                |
| Vlamingbrug | Speelmansrei / Augustijnenrei    |                                                                                |
| Waggelwaterbrug                                                                                                  | Kanaal Brugge-Oostende           |                                                                                |
| Waggelwaterspoorbrug (nieuwe)                                                                                    | Kanaal Brugge-Oostende           |                                                                                |
| Waggelwaterspoorbrug (oude)                                                                                      | Kanaal Brugge-Oostende           |                                                                                |
| Walbrug | Bakkersrei                       |                                                                                |
| Warandebrug | Ringvaart                        |                                                                                |
| Westmeersbrug | Begijnhofrei                     |                                                                                |
| Wijngaardpleinbrug                                                                                               | Bakkersrei                       |                                                                                |
| Wulpenbrug (Brug bovenhoofd oude Dampoortsluis)                                                                  | Langerei                         |                                                                                |
| Zwankendammebrug (oude)                                                                                          | Verbindingsdok                   |                                                                                |
| Zwankendammebrug (nieuwe)                                                                                        | Verbindingsdok                   |                                                                                |